# Función de la Cruz de Montemayor de Pililla
La fiesta de la Función de la Cruz, o simplemente «La Función», como habitualmente se la conoce en la localidad, consiste en un conjunto de actividades religiosas y festivas; desde sus orígenes existen pruebas documentales de estas celebraciones y desde al menos el siglo XVII, han sido seña de identidad y cohesión de los vecinos de Montemayor de Pililla, provincia de Valladolid, España.
Transmitida y mantenida como patrimonio vivo de generación en generación, la Función de la Cruz constituye una expresión significativa de la forma de vida de una comunidad y un elemento de vinculación o relación social originario, tradicionalmente desarrollado en ese territorio.
A lo largo de la Función se desarrollan una serie de celebraciones religiosas, procesiones y liturgias, entre las que destaca la Misa Mayor cantada y la procesión con la Cofradía de la Santa Cruz, atestiguada al menos desde principios del siglo XVI. No obstante, es la actividad taurina, entendida como las técnicas utilizadas para encerrar y correr al toro, la actividad que mejor singulariza la Función como festividad.
Por ello, fue declarada bien de interés cultural de carácter inmaterial por la Junta de Castilla y León el 14 de septiembre de 2017, con el nombre «Función de la Cruz y Plaza de Toros de la Empalizada».

## Características
Dentro del conjunto de celebraciones religiosas y lúdicas que en la actualidad tienen lugar en Montemayor de Pililla, entre el 13 y el 18 de septiembre, conocidas popularmente como «La Función», se celebran un conjunto singular de actividades taurinas tradicionales: encierros, lidia y capeas y especialmente el marco donde son ejecutadas, el recinto taurino conocido como Plaza de Toros de la Empalizada.
La Función de toros montemayorenses o «Toros de la Exaltación de la Santa Cruz», se documenta desde el siglo XVII hasta el presente, caracterizándose por la continuidad en los distintos elementos que configuran la fiesta, como son el encierro mixto del ganado a correr, la capea o los toros corridos conforme a las técnicas de la tauromaquia popular y el uso de la plaza de toros atalancada, como recinto propio. Tales funciones han sido y siguen siendo íntimamente populares, con la participación de los ciudadanos-aficionados tanto en la elección del ganado, como en la infraestructura y financiación.
La Función recoge las características de un pueblo comunero, es decir, que la mitad del término es del «común», derivación de las tierras de la Comunidad de Villa y Tierra de Cuéllar. De esta forma, la tierra de todos aportaba la madera para la plaza de toros, que se hacía con la contribución común de todos los cabezas de familia; el leñador, el carpintero o el resinero se encargaban de talar, desroñar –descortezar– y preparar la madera de un año para otro; los arrieros o los que poseían yuntas de mulas, machos o caballos y carro o galera la trasportaban primero al «corral del concejo» y luego a la plaza de toros. Las dos fraguas que han funcionado hasta hace poco confeccionaban los clavos especiales, los pasantes o los puntones y el resto, bajo las órdenes del capataz del ayuntamiento, construían la plaza. Otros se encargaban de traer la arena para el ruedo, tan abundante en los pinares de la zona, ocupándose normalmente aquellos que ejercían de albañiles o los que hacían el barro para los tejados.
La confluencia de los tres elementos encierro-capea-recinto, documentados durante trescientos cincuenta años, configura una tauromaquia particular en la que el encierro sigue corriendo los mismos pagos, gobernado con la misma filosofía mixta profesional/aficionado. La capea sigue componiéndose de los lances tradicionales –corte, recorte, quiebro, toreo de fortuna, toreo de atalancados o invenciones–, utilizados tradicional y generalmente en toda Castilla, pero que aquí se singularizan especialmente por el marco donde son ejecutados, la plaza de toros empalizada.

## Festividad
La Función propiamente dicha comienza el 13 de septiembre, día en el que se sortean los «entablados»; con anterioridad a esta fecha se realiza la pedida de toros, fiesta tradicional en la que los muchachos piden al alcalde los toros de ese año. Los protagonistas activos de la función son las gentes del lugar que, a través de las peñas, participan activamente en el desarrollo de la fiesta.
En Montemayor de Pililla se encuentra uno de los últimos restos del modelo de «toros de lugar», en el que la financiación corría a cargo de los vecinos sin que intervinieran los órganos de gobierno más que esporádica y circunstancialmente. Los mozos eran los encargados de planificar, organizar, ejecutar y financiar la función, circunstancia esta que singulariza y caracteriza estas fiestas. Los toros eran comprados, encerrados, pagados y corridos por los mozos y de la misma forma, la arquitectura efímera necesaria para el desarrollo de la actividad, corría a su cargo.

## Plaza de Toros de la Empalizada

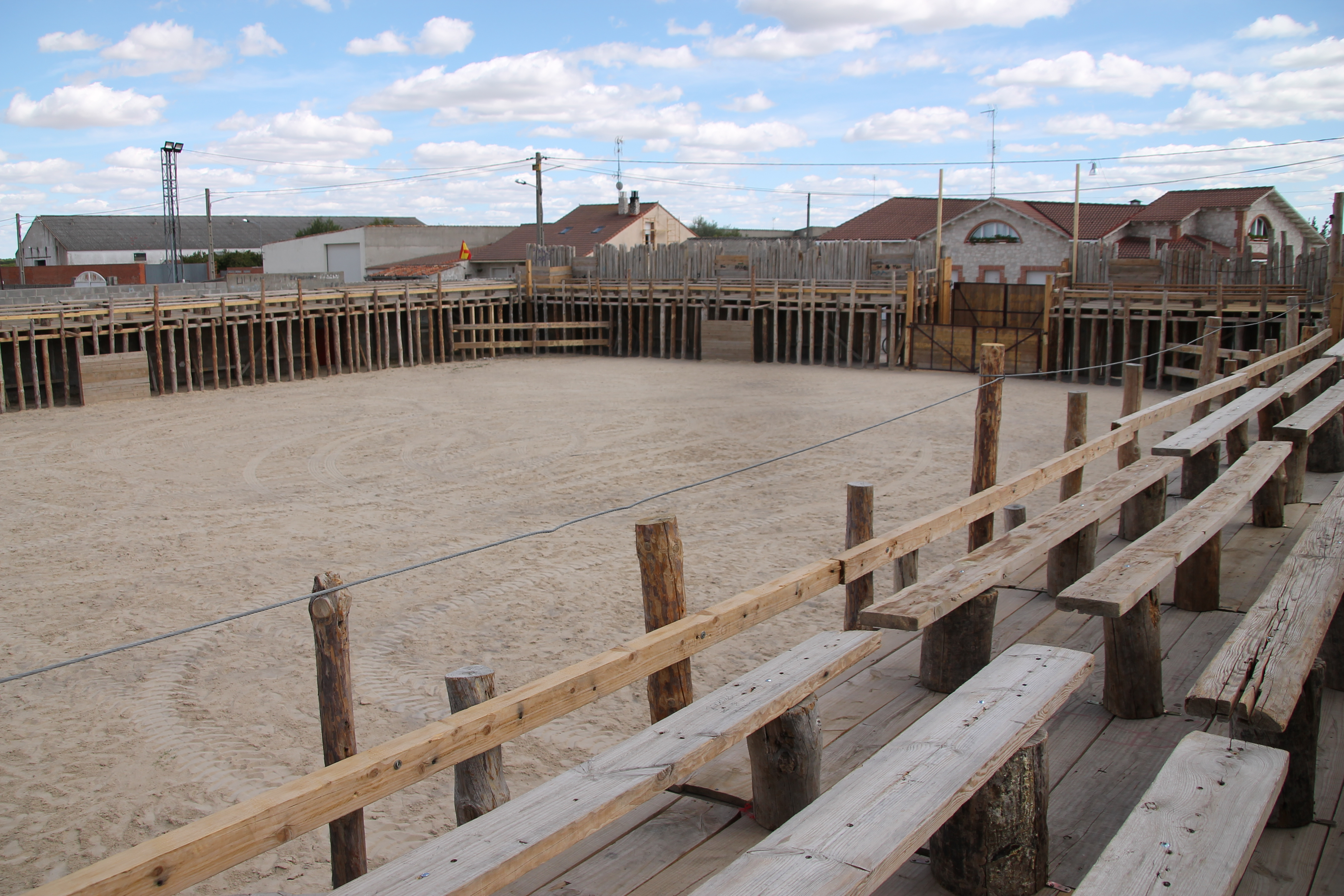
Vista de la Empalizada

La mayor parte de las actividades taurinas se celebran en la plaza de toros empalizada, construida enteramente en madera y que constituye un ejemplo singular de plaza de toros atalancada con tablados, que se monta y se desmonta íntegramente cada año.
Como se ha venido haciendo desde hace siglos, la plaza empalizada de Montemayor de Pililla se monta y se desmonta cada año manualmente y se realiza en su totalidad con madera de pino, como era habitual en la zona de Tierra de Pinares. La importancia tradicional de la economía montemayorense, bien conocida desde época medieval, residía en la explotación del pinar, del que se obtenían pingües beneficios para los vecinos de la localidad. Es precisamente el uso de este recurso común, el pino, para la construcción de la plaza atalancada, una de las señas de identidad reconocibles de la arquitectura popular en este territorio.
De tipología singular, la plaza atalancada sigue el ancestral modelo basado en disponer dos niveles; el superior, dotado de bancadas y el inferior, cerrado con empalizada, de modo que es posible hallarse más o menos cerca del toro conforme a la voluntad de cada uno.
Hasta época reciente era costumbre que los mismos vecinos construyesen la plaza, tras el sorteo que se realizaba en el Ayuntamiento de las partes del mismo entre las diversas familias y peñas. En la actualidad, por razones de organización y seguridad, esta labor recae ahora directamente en el ayuntamiento, si bien los vecinos siguen participando activamente.
Hasta 1693, el corro de la iglesia fue el lugar elegido para la colocación de la plaza de toros. Posteriormente, como consecuencia de las obras realizadas en la iglesia, la plaza de toros se construye en la plaza mayor de la villa, hasta que hace aproximadamente treinta años, por motivos de funcionalidad se elige una ubicación a las afueras del pueblo, entre las calles Aldealbar y Saliente.
De forma poligonal, aproximadamente cuadrada, ocupa una superficie de unos 1.500 m². La estructura es de postes o pies derechos de rollizos de madera de pino del municipio, limpios de corteza, sin ningún tratamiento químico adicional posterior; de sección sensiblemente circular se anclan al terreno, sobre los que se apoyan las vigas de madera de sección cuadrada/rectangular, formando pórticos. Este sistema se realiza en dos filas, una en el perímetro del ruedo y otra en el perímetro exterior del entablado. Se colocan otros postes de madera de pino inclinados acodalados a modo de contrafuertes –que se denominan «charranchas»– para asegurar la estabilidad del conjunto. Sobre estas vigas se disponen las viguetas de madera de pino de sección rectangular sobre las que se clavan las tablas del entablado y sobre estos tres filas de bancos para el público. Para la formación de la barrera del ruedo, se disponen otros pies derechos de madera de menor diámetro y mayor longitud, a modo de talanqueras, denominados burladeros, que en su parte inferior se anclan al terreno con la misma profundidad que los estructurales, mientras que su parte superior se clava a la viga en su cara lateral externa, por lo que sobresalen con respecto al nivel del entablado, lo que sirve para formación de una barandilla en su parte superior con listones de madera de sección rectangular clavados del lado del entablado.
Una vez concluida la fiesta, la plaza empalizada se desmonta y sus materiales son almacenados hasta el siguiente año, sustituyéndose aquellos elementos que puedan presentar defectos por el paso del tiempo.
El carácter efímero de la plaza exige que los materiales se conserven año tras año, entendiendo que en caso de deterioro puedan ser sustituidos por otros de similares características, sin que ello suponga menoscabo o pérdida de sus valores. La propia ubicación de la plaza ha ido variando a lo largo de los años, considerándose especialmente positivos aquellos cambios tendentes a la instalación de la plaza en su ubicación original.
La singularidad e importancia de la Plaza de Toros la Empalizada viene dada por este carácter efímero, que surge y desaparece cada año; por su proceso de construcción artesanal con técnicas y soluciones características; por la utilización de unos materiales determinados que provienen del territorio del común y por una ejecución solidaria a la que contribuye la propia comunidad.
Son estos valores los que determinaron su declaración como bien de interés cultural inmaterial y, en consecuencia, la salvaguarda de la Función y en concreto de la Plaza de Toros la Empalizada, viene determinada por la preservación de su espíritu así como el mantenimiento del modelo y modo de construcción de la plaza.